# Jean Ferrat
Jean Tenenbaum, cunoscut ca Jean Ferrat, (n. 26 decembrie 1930, Vaucresson, Île-de-France, Franța – d. 13 martie 2010, Aubenas, Rhône-Alpes, Franța) a fost un poet, compozitor și interpret francez, evreu de origine.  

## Discografie
- 1961: Deux enfants au soleil («Ma Môme», «Federico Garcia Lorca», etc.)
- 1963: Nuit et brouillard («C’est beau la vie», «Nous dormirons ensemble», etc.)
- 1964: La Montagne («Que serais-je sans toi», «Hourrah !», etc.)
- 1965: Potemkine («C’est toujours la première fois», «On ne voit pas le temps passer», etc.)
- 1966: Maria («Heureux celui qui meurt d’aimer», «Un enfant quitte Paris», etc.)
- 1967: À Santiago («Cuba si», «Les Guérilleros», etc.)
- 1969: Ma France («Au printemps de quoi rêvais-tu ?», «L’Idole à papa», etc.)
- 1970: Camarade («Sacré Félicien», «Les Lilas», etc.)
- 1971: La Commune («Les touristes partis», «Aimer à perdre la raison», etc.)
- 1971: Ferrat chante Aragon («Le Malheur d’aimer», «Robert le Diable», etc.)
- 1972: À moi l’Afrique («Une femme honnête», «Les Saisons», etc.)
- 1975: La femme est l’avenir de l’homme («Dans le silence de la ville», «Un air de liberté», etc.)
- 1979: Les Instants volés («Le Tiers chant», «Le chef de gare est amoureux», etc.)
- 1980: Ferrat 80 («Le Bilan», «L’amour est cerise», etc.) certified platinum record
- 1985: Je ne suis qu’un cri («La Porte à droite», «Le Chataîgnier», etc.)
- 1991: Dans la jungle ou dans le zoo («Les Tournesols», «Nul ne guérit de son enfance», etc.)
- 1995: Ferrat chante Aragon Vol. 2 («Complainte de Pablo Neruda», «Les feux de Paris», «Lorsque s’en vient le soir», etc.)
- 2002: Ferrat en scène

## Cinema
Jean Ferrat în apariții cameo din cinema
- 1959 Îl vedem pe Jean Ferrat urcându-se într-un metrou în filmul Un martor în oraș, regia Édouard Molinaro.
- 1962 apare într-o scenă din filmul Vivre sa vie, de Jean-Luc Godard, unde el însuși pune o monedă în tonomat ca să asculte Ma môme.